# Исламов, Мурат Исламович
Мырат Ысламов (туркм. Myrat Yslamow) — туркменский политический и военный деятель, начальник Государственной пограничной службы Туркмении. Воинское звание — генерал-лейтенант.

## Биография
Родился в селе Гойнук Лебапского велаята.
В 1990 году окончил Белорусский государственный университет, по специальности правовед.
В 1990—1991 годах работал специалистом в Аппарате Верховного Совета Туркменской ССР.
С 1991 года по 1998 год — специалист сектора гражданства и помилования, ведущий специалист юридического отдела, затем отдела наград, гражданства и помилования Аппарата Президента Туркменистана.
С 1998 по 2002 год — ведущий специалист отдела правоохранительных органов Кабинета Министров Туркменистана.
С ноября 2002 — депутат и руководитель Комитета Меджлиса Туркменистана. Одновременно с 2002 года заведующий юридическим отделом, заведующий отделом военных и правоохранительных органов Аппарата Президента Туркменистана.
4 февраля 2003 года назначен начальником Государственной службы регистрации иностранных граждан.
C декабря 2006 года по 2007 года — первый заместитель хякима Марыйского велаята.
С 2007 по 2008 год — заведующий отделом анализа деятельности правоохранительных и военных органов Аппарата Президента Туркменистана.
С января 2008 по 21 январь 2009 года — начальник Государственной службы Туркменистана по борьбе с наркотиками.
С 21 января 2009 года — начальник Государственной пограничной службы Туркменистана. 28 февраля 2012 года вновь утвержден на этой должности.
2 августа 2012 года назначен проректором по воспитательной работе Пограничного института Туркменистана.
5 октября 2013 года назначен начальником Государственной пограничной службы Туркменистана — командующим Пограничными войсками. 1 марта 2016 года освобожден от должности в связи с переходом на другую работу.

## Награды
- Watana bolan soýgüsi üçin
- Медаль «Гайрат»